# Hundling
Hundling település Franciaországban, Moselle megyében. Lakosainak száma 1344 fő (2022. január 1.). Hundling Ernestviller, Guebenhouse, Ippling, Metzing, Nousseviller-Saint-Nabor, Rouhling és Woustviller községekkel határos.

## Népesség
A település népességének változása:
| Lakosok száma | 1172 | 1234 | 1322 | 1373 | 1347 | 1339 | 1350 | 1345 | 1355 | 1344 |
|               | 1968 | 1982 | 1990 | 2006 | 2013 | 2015 | 2017 | 2019 | 2020 | 2022 |